# Lindena

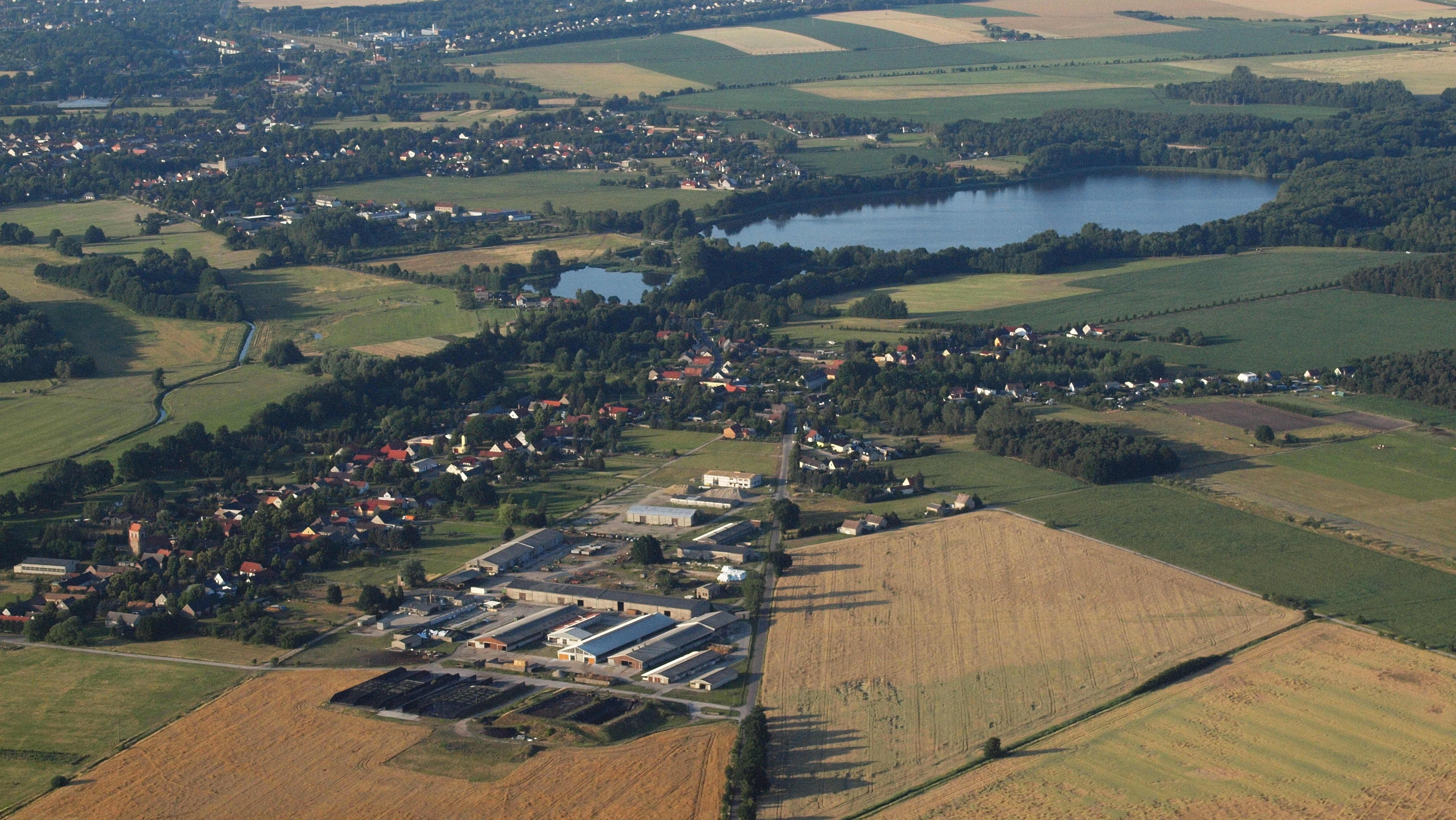
Lindena, Luftaufnahme (2015)

Lindena ist seit dem 27. September 1998 ein Ortsteil der brandenburgischen Gemeinde Schönborn im Landkreis Elbe-Elster und besitzt etwa 350 Einwohner. Er liegt zwei Kilometer südlich der Stadt Doberlug-Kirchhain im Naturpark Niederlausitzer Heidelandschaft und hat eine Gemarkungs-Fläche von 7 km². Östlich wird die Gemeinde von mehreren Teichen umgeben. Westlich fließt die Kleine Elster am Ort vorbei.

## Geschichte

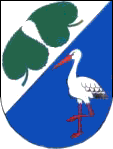

### Deutung des Ortsnamens
Lindena bedeutet so viel wie Siedlung in der Lindenaue. Dies belegte die Ortsnamenforschung von Ernst Eichler 1975.

### Ortsgeschichte

Lindena auf einer geschichtlichen Karte des Kreises Liebenwerda (1910).

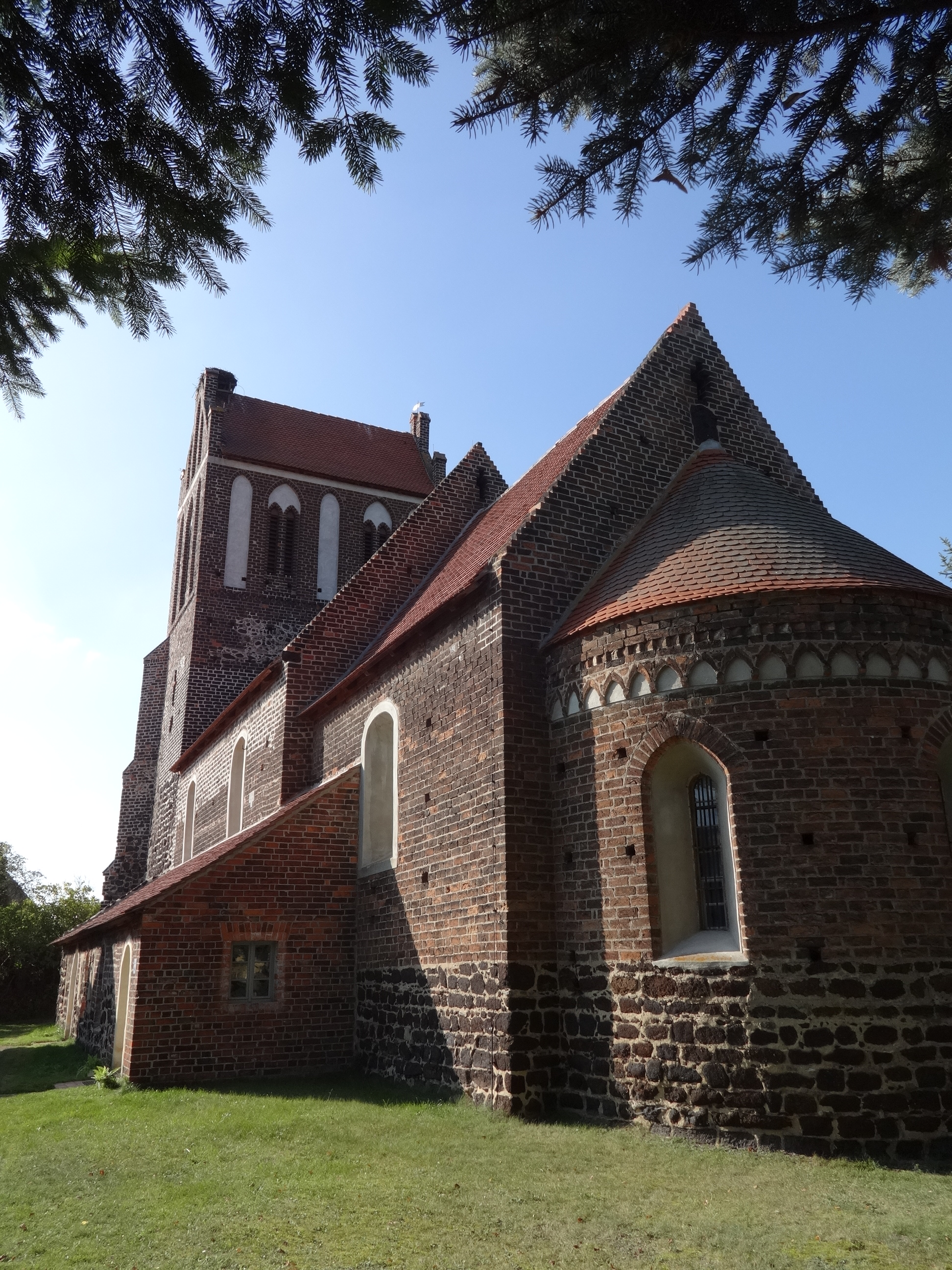
Kirche

Lindena wurde urkundlich erstmals am 3. Mai 1228 erwähnt. Damals gehörte der gesamte Besitz dem Kloster Dobrilugk. In der Urkunde des Markgrafen Heinrich dem Erlauchten vom 22. Juli 1234 erscheint das von deutschen Siedlern wohl um 1200 begründete, an der Kleinen Elster gelegene Straßendorf Lindenowe, ebenso wie Schonenborn und viele andere Dörfer, als Besitz des Klosters Dobrilugk.
Nach Einführung der Reformation verblieb es bei der Herrschaft und dem späteren fürstlichen Amt Dobrilugk.
Einem Bericht von 1723 zufolge war das Immediatamtsdorf mit 25 Hüfnern und 13 Gärtnern besetzt. Die Kirche war, ebenso wie heute, Filia von Schonenburn unter landesherrschaftlichem Patronat.
1740 führte Friedrich Seidel das Gasthofgewerbe in Lindena ein. Eine Schule bekam das Dorf Anfang des 19. Jahrhunderts und deren Vorplatz wurde mit Linden und Kastanien bepflanzt.
Lindena wurde 1998 mit den Nachbardörfern Schönborn, Gruhno und Schadewitz zur Gemeinde Schönborn zusammengeschlossen.
Im August 2003 feierte Lindena das 775-jährige Jubiläum der Ersterwähnung des Dorfes.

### Bevölkerungsentwicklung
Im Jahre 1723 waren in Lindena 25 Hüfner und 13 Gärtner ansässig.
| 1875 | 414 |  | 1946 | 654 |  | 1989 | 426 |  | 1995 | 421 |
| 1890 | 459 |  | 1950 | 687 |  | 1990 | 422 |  | 1996 | 431 |
| 1910 | 485 |  | 1964 | 519 |  | 1991 | 411 |  | 2009 | 395 |
| 1925 | 471 |  | 1971 | 489 |  | 1992 | 399 |  | 2020 | 343 |
| 1933 | 519 |  | 1981 | 415 |  | 1993 | 405 |  |      |     |
| 1939 | 555 |  | 1985 | 405 |  | 1994 | 412 |  |      |     |

## Kultur und Sehenswürdigkeiten

### Bauwerke

#### Die Kirche

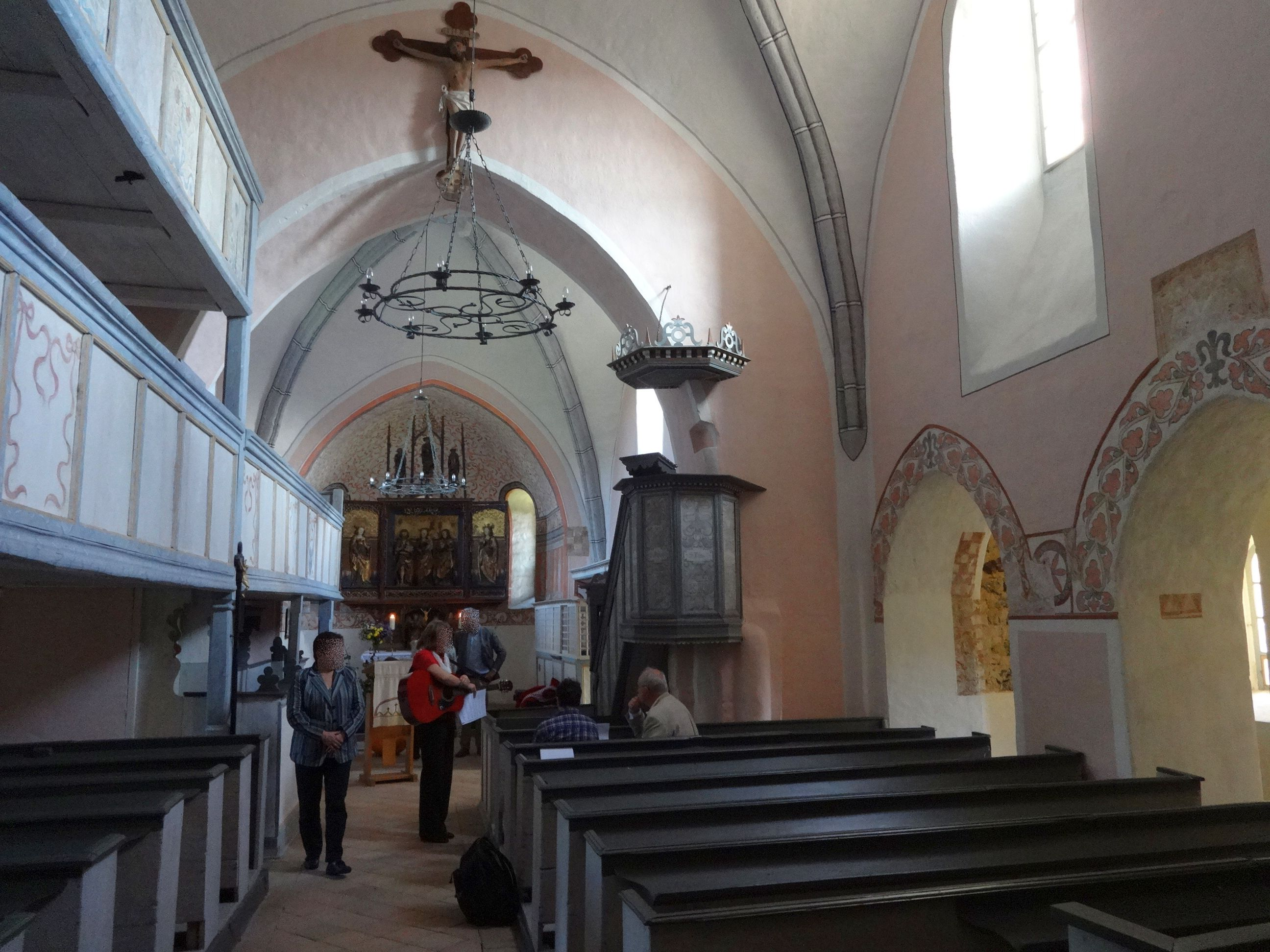
Inneres der Kirche

Bauernmuseum Lindena

Die Lindenaer Dorfkirche ist ein dreischiffiges basikales Gotteshaus. Das im Osten an das Kirchenschiff anschließende rechteckige Altarhaus mit seiner halbrunden Apsis erreicht im Gegensatz zu dem der ganzen Westfront vorgelagerten Turm nicht völlig die Breite des Mittelschiffes. Schon im Hinblick auf die Gestaltung des Grundrisses dürfte abgesehen von Merkmalen konstruktiver oder formeller Art für den Kern des Gotteshauses die erste Hälfte des 13. Jahrhunderts als Entstehungszeit anzunehmen sein. Das Innere der Kirche besitzt auf drei Seiten Emporen, die ebenso wie das Gestühl einen neuzeitlichen Anstrich aufweisen. Ein seltenes Ausstattungsstück ist die spätromanische Taufe aus Sandstein.

#### Bauernmuseum Lindena
Das Bauernmuseum in Lindena entstand 1986 auf Initiative des Lehrers Tuband und seiner Schüler-Klasse. Aus dem eigentlich dem Verfall preisgegebenen Gebäude wurde ein Bauernhaus geschaffen, wie es für die Gegend üblich ist. Die museale Einrichtung dokumentiert die bäuerliche Arbeits- und Lebensweise früherer Jahrzehnte. Es werden u. a. Brautkleider oder Haushaltsgeräte ausgestellt, auch landwirtschaftliche Geräte, wie alte Sensen und Dreschflegel sind zu sehen. Das einfache und bescheidene bäuerliche Leben ist durch die original eingerichtete Wohnstube, die Küche, den Schlafraum oder die Waschküche erfahrbar. Eine Besonderheit ist das im Dachgeschoss befindliche Schulzimmer mit Schulbänken und Schiefertafeln. Das Museum ist auf einem typischen Bauerngehöft mit Ställen und Scheunen untergebracht, in denen sich die größeren und kleineren Arbeitsgeräte der Bauern befinden.

#### Kriegerdenkmal
Das Kriegerdenkmal Lindena befindet sich in Form einer Stele auf einem vierstufigen Sockel. An den vier Seiten sind Tafeln mit Widmung und den Namen der im Ersten Weltkrieg Gefallenen eingelassen. Am Fuß des Denkmals ist eine Gedenktafel für die Opfer des Zweiten Weltkriegs angebracht.

#### Alte Linde
Im Ort befindet sich eine ca. 260 Jahre alte Linde. Sie hat einen Stammumfang von 543 cm, einen Stammdurchmesser von 173 cm und die Baumhöhe beträgt 9,50 m.

### Regelmäßige Feste und Veranstaltungen
Das in der Region bekannte Lindenblütenfest wird alljährlich am 1. August-Wochenende veranstaltet. Das beliebte Kranzreiten mit Reit- und Fahrvorführungen des Reitvereins findet seit 1993 statt. Dabei sind sowohl die Gemeinde als auch unterschiedliche Vereine aktiv tätig.
Außerdem wird alle zwei Jahre vom Lanz-Bulldog-Club Lindena e. V. ein Treffen organisiert.

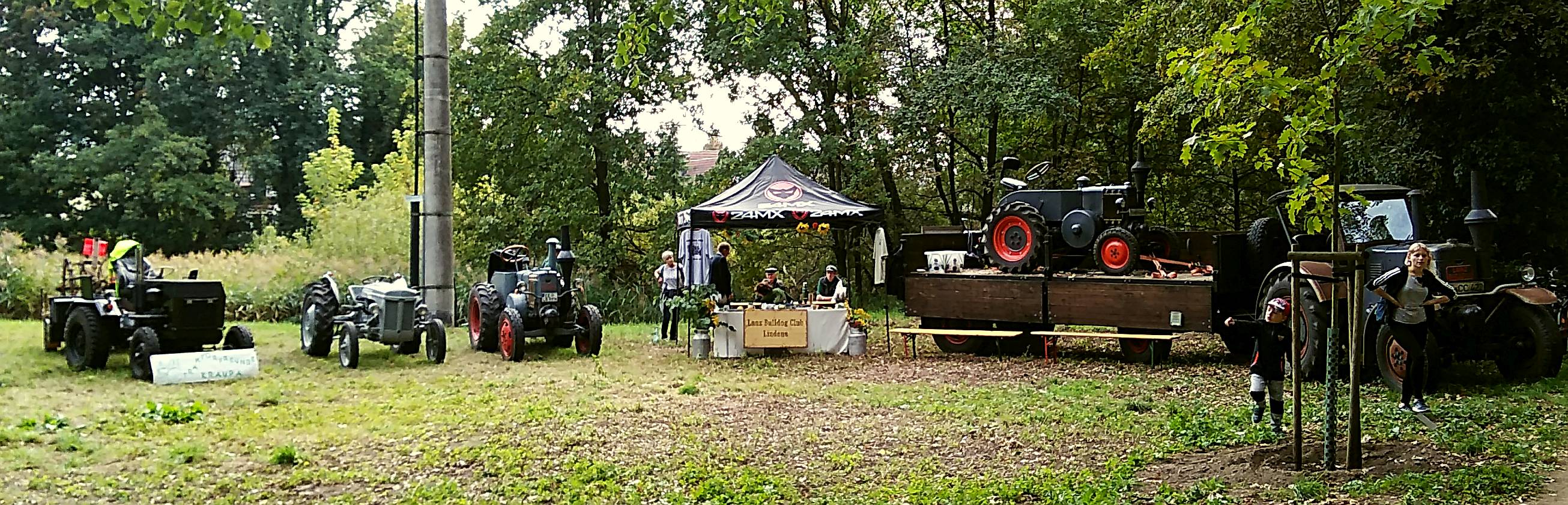
Der Lanz-Bulldog-Club beim Erntedankfest der Lausitz 2018 in Elsterwerda